# 정범구
정범구(鄭範九, 1954년 3월 27일 ~ )는 대한민국의 정치인이다. 제16·18대 국회의원을 지내고, 2018년 문재인 정부에서 주 독일 대사로 임명되어 2020년까지 재직했다.

## 생애
충청북도 음성군에서 태어나 경희대학교 정치학과를 졸업한 뒤 독일 마르부르크 대학교 대학원에서 정치학 박사 학위를 받았다. 귀국 후 CBS와 KBS에서 시사 프로그램 진행자를 맡다가 2000년 16대 총선에서 고양시 일산구 갑선거구에서 새천년민주당의 공천으로 당선된 뒤 2002년 민주당 대변인을 맡았다. 그러나 민주당 신파가 한나라당 탈당파와 함께 열린우리당을 창당하며 민주당이 분열하자 2003년 11월에 17대 총선 불출마를 선언하고 본업인 정치평론가로 돌아갔다. 그러던 2007년, 17대 대통령선거를 앞두고 문국현 창조한국당 후보의 지지를 선언하며 정계에 복귀했고, 이 후 창조한국당 선거대책본부장으로 활동하며 정동영과의 후보단일화 업무를 맡았다. 대선 후 마포구 을 출마를 준비하던 중 2008년 2월 14일 "창조한국당의 실험은 실패했다"며 이정자 공동대표 등과 함께 탈당한 뒤 2008년 3월 20일 통합민주당에 복당해 18대 총선에서 서울 중구에 출마하여 2위로 낙선했다. 2009년 10월 28일 보궐선거에서 충북 증평.진천.괴산.음성 지역구에 출마해 제주지방검찰청 검사장 출신의 한나라당 경대수 후보를 누르고 당선됐다. 2012년 4월 11일 치러진 제19대 총선에서는 2위로 낙선, 연임에 실패하고 정계 은퇴를 발표했다. 2017년 9월 6일 주 독일 대사에 내정 아그레망 절차가 진행되었고, 2018년 1월 2일부터 2020년 11월까지 주독일대사로 재직하였다.

## 학력
- 동두천국민학교 졸업
- 성동고등학교 졸업
- 경희대학교 정경대학 정치학 학사
- 마르부르크 대학교 대학원 석박사 졸업

## 경력
- 경희대학교 강사
- 충남대학교 강사
- 한남대학교 강사
- 서울 기독청년회(YMCA)사회개발부 간사
- YMCA 시민논단위원
- 참여연대 2000년 위원회 자문위원
- 현대경제사회연구원 정책연구실장
- CBS 시사자키 오늘과 내일 진행
- KBS2 정범구의 세상읽기 진행
- KBS1 정범구의 시사비평 진행
- KBS1 다큐멘터리 대한민국 진행
- 제15대 대통령 선거 합동토론회 사회
- 새천년민주당 홍보위원장
- 새천년민주당 원내부총무
- 새천년민주당 대변인
- 제16대 국회의원
- 한국신문윤리위원회 윤리위원
- 동북아시아 환경문화연합 사무총장
- KBS 제1라디오 안녕하십니까, 정범구입니다 진행
- CBS 정범구의 누군가 진행
- 포럼통합과비전 상임대표
- 제17대 대통령 선거 창조한국당 문국현 대통령 후보 선거대책위원회 공동본부장
- 창조한국당 최고위원
- 제18대 국회의원
- 민주당 대외협력위원장
- 민주당 홍보위원회 위원장
- 민주당 쌀값폭락대책특별위원회 위원장
- 민주당 음성·진천 혁신도시추진위원회 위원장
- 민주통합당 최고위원
- 제23대 주독일 대한민국 특명전권대사
- 청년재단 이사장

## 역대 선거 결과
|  | 44.52% |

|  | 27.60% |

|  | 41.94% |

|  | 46.33% |

## 소속 정당
| 소속 정당 | 소속 정당      | 소속 기간 | 비고      |
| --------- | -------------- | --------- | --------- |
|           | 새천년민주당   | 2000~2004 | 정계 입문 |
|           | 무소속         | 2004~2007 | 탈당      |
|           | 창조한국당     | 2007~2008 | 합당      |
|           | 무소속         | 2008      | 탈당      |
|           | 통합민주당     | 2008      | 복당      |
|           | 민주당         | 2008~2011 | 당명 변경 |
|           | 민주통합당     | 2011~2013 | 합당      |
|           | 민주당         | 2013~2014 | 당명 변경 |
|           | 새정치민주연합 | 2014~2015 | 합당      |
|           | 더불어민주당   | 2015~2018 | 당명 변경 |
|           | 무소속         | 2018~2020 | 탈당      |
|           | 더불어민주당   | 2020~현재 | 복당      |

## 같이 보기
- 고양시 일산구 갑
- 고양시 일산구의 국회의원
- 증평군·진천군·괴산군·음성군
- 증평군의 국회의원
- 진천군의 국회의원
- 괴산군의 국회의원
- 음성군의 국회의원
- 주독대사